# Haarlemsch Tooneel
Haarlemsch Tooneel war der Name einer niederländischen Theatergesellschaft um den bekannten Schauspieler Louis Bouwmeester (1842–1925). Sie bestand in der Zeit zwischen 1903 und 1908 sowie zwischen 1920 und 1923.

## Geschichte
1903 stellten wohlhabende Bewunderer von Louis Bouwmeester finanzielle Mittel für eine Theatergesellschaft unter Leitung ihres Idols zur Verfügung. Dies waren der Schriftsteller und Journalist A.W.G. van Riemsdijk, der Schriftsteller und Fabrikant Justus van Maurik jr. und der Maler Théophile de Bock. Die Gesellschaft brachte am 1. September 1903 ihr erstes Stück König Ödipus auf die Bühne. Am 24. Dezember folgte die Premiere Schakels von Herman Heijermans, was auch den Höhepunkt dieser ersten Theatersaison darstellte. Die Gesellschaft trat in Amsterdam als auch in Haarlem auf. Sie hatte ihren Standort zunächst in der Haarlemsche Schouwburg, jedoch wurde diese aufgrund unzureichender Brandschutzvorkehrungen 1905 geschlossen. Die daraufhin genutzten Ausweichbühnen boten sprachen das Publikum wenig an und die Besucher blieben aus. Um finanziell auf den Beinen zu bleiben, ging Bouwmeester mit seinem Sohn Louis jr. und seiner Truppe auf Tournee durch Niederländisch-Indien. Als er und die Haarlemsch Tooneel dort gut ankamen, führte dies zu einer zweiten Tournee in der Saison 1907/1908 und einer dritten in der Saison 1909/1910. Allerdings beendete die Gesellschaft unter ihrem Namen bereits 1908 ihre Geschäfte.
1920 gründete Bouwmeester wieder seine eigene Gesellschaft unter diesem Namen. So blieb die durch die Niederlande reisende Gesellschaft bis 1923 aktiv.

## Produktionen
- Oedipus (1903)
- Schakels (1903)
- Asra (1903)
- Een sociale misdaad (1904)